# الدورادو (آلبوم)
| بررسی انتقادی | بررسی انتقادی |
| منبع          | رتبه‌بندی      |
| ------------- | ------------- |
| آل‌میوزیک      | [ ۲ ]         |

الدورادو (به انگلیسی: Eldorado) یا الدورادو – سمفونی‌ای از الکتریک لایت ارکسترا (به انگلیسی: Eldorado - A Symphony By The Electric Light Orchestra) نام چهارمین آلبومی استودیویی از گروه سمفونیک راک/پراگرسیو راک بریتانیایی الکتریک لایت ارکسترا است که در سال ۱۹۷۴ منتشر شد. این آلبوم مفهومی که در آن از یک ارکستر و گروه کُر ۳۰ نفره استفاده شده‌است با نظر مثبت منتقدان روبه‌رو شد و توانست از نظر تجاری نیز موفق باشد چنان‌که در ایالات متحده آمریکا به آلبومی طلایی بدل شد.

## فهرست آهنگ‌ها
آلبوم الدورادو دارای ۱۰ قطعه است که کار آهنگسازی و ترانه‌سرایی آنها را جف لین انجام داده‌است. جف لین همچنین همراه با لوئیس کلارک و ریچارد تندی قطعات آلبوم را تنظیم کرده‌است.
| روی اول | روی اول                       | روی اول |
| شماره   | نام                           | مدت     |
| ------- | ----------------------------- | ------- |
| ۱.      | «Eldorado Overture»           | ۲:۱۲    |
| ۲.      | «Can't Get It Out of My Head» | ۴:۲۱    |
| ۳.      | «Boy Blue»                    | ۵:۱۸    |
| ۴.      | «Laredo Tornado»              | ۵:۲۹    |
| ۵.      | «Poor Boy (The Greenwood)»    | ۲:۵۷    |

| روی دوم | روی دوم                | روی دوم |
| شماره   | نام                    | مدت     |
| ------- | ---------------------- | ------- |
| ۶.      | «Mister Kingdom»       | ۵:۵۰    |
| ۷.      | «Nobody's Child»       | ۳:۴۰    |
| ۸.      | «Illusions in G Major» | ۲:۳۶    |
| ۹.      | «Eldorado»             | ۵:۲۰    |
| ۱۰.     | «Eldorado Finale»      | ۱:۲۰    |

## اعضا
الکتریک لایت ارکسترا
- جف لین – خواننده، همخوان، گیتار، موگ
- ریچارد تندی – گیتار، پیانو، موگ، همخوان
- مایکل دی آلبوکرک – گیتار بیس
- هیو مک‌داول – ویلن سل
- مایکل ادواردز – ویلن سل
- میک کامیسنکی – ویلن
- بو بون – درامز، پرکاشن
- لوئیس کلارک – رهبر ارکستر

دیگران
- پیتر فورد رابرتسون – گفتار متن